# 土橋四郎商店
土橋四郎商店株式会社（つちはししろうしょうてん）は、長野県諏訪市に所在する、食料品を扱う企業。元は舞姫酒造株式会社の商号で日本酒の醸造・販売を行っていたが、2014年6月30日に諏訪税務署へ酒類製造免許を返納し、また酒造事業を株式会社舞姫に譲渡して、120年続いた酒造事業を廃業した。

## 概要
1894年創業。「舞姫」「翠露」の銘柄で清酒を製造・販売するほか、リキュール類を製造していた。
2009年3月26日に民事再生法の適用を長野地方裁判所諏訪支部に申請した。売上が減少する中で、よい製品を作ろうと運転資金を借りたがコストがかかりすぎて債務超過になったことが要因であった。香川県のジャパン・フード&リカー・アライアンス・グループが再建を支援することになり、2013年に民事再生手続を終了した。2014年6月30日に株式会社舞姫へ酒類事業を事業譲渡し、諏訪税務署に酒類製造免許を返納、酒造事業に幕を下ろした。2014年7月3日、商号を舞姫酒造株式会社から土橋四郎商店株式会社に変更した。

## 所在地
- 長野県諏訪市諏訪二丁目9番25号

## 略歴
- 1894年（明治27年） - 土橋四郎（初代蔵主のち隠居名「亀仙」）が、味噌・醤油醸造元「亀源醸造」から分家し、「亀泉酒造店」を創業。
- 1912年（大正元年） - 大正天皇即位の際に、酒を献上。「桜楓正宗」から「舞姫」へ銘柄を改名。
- 1999年（平成11年） - 「翠露」(すいろ)をリリース。
- 2009年（平成21年） - 民事再生手続開始。
- 2013年（平成25年） - 民事再生手続終結。
- 2014年（平成26年）6月30日 - 株式会社舞姫に酒造事業を事業譲渡。諏訪税務署に酒類製造免許を返納[5]。
- 2014年（平成26年）7月3日 - 商号を舞姫酒造株式会社から土橋四郎商店株式会社に変更。

## 商標権
- 舞姫酒造は「舞姫」の商標を保有していたが、商標の更新を行わなかったため、同社の商標権は消滅した。このため、無法松酒造が「舞姫」の商標を2010年4月16日に出願した。舞姫酒造は異議を申し立てたものの認められず、2012年1月13日に拒絶査定が発送され、2012年8月3日に無法松酒造の商標権を維持すべきとの決定がなされた[6]。